# Syzygium championii
Syzygium championii là một loài thực vật có hoa trong Họ Đào kim nương. Loài này được (Benth.) Merr. & L.M.Perry miêu tả khoa học đầu tiên năm 1938.